# Micreumenes microspinae
Micreumenes microspinae är en stekelart som beskrevs av Gusenleitner 2000. Micreumenes microspinae ingår i släktet Micreumenes och familjen Eumenidae. Inga underarter finns listade i Catalogue of Life.